# Italo Calvari
Italo Calvari (Alessano, 24 dicembre 1906 – Novara, 12 febbraio 1972) è stato un pittore, attore e regista teatrale italiano.

## Biografia

### Gli inizi e la carriera teatrale
Italo Calvario (cambierà in seguito il nome eliminando la "o" finale) nacque ad Alessano, in provincia di Lecce, nel 1906, trasferendosi in tenera età in Piemonte, dapprima a Torino dove frequentò il liceo classico e l'accademia di scultura (dove entrò in contatto con Felice Casorati), per poi entrare nell'accademia di teatro, dove studiò per diventare attore professionista. nel 1931 si trasferì con la famiglia per motivi di lavoro del padre a Novara. Nella sua nuova città, a cui si sentirà profondamente legato per tutta la vita, cominciò ad operare in ambito spettacolare con l'Opera Nazionale del Dopolavoro dal cui internò creò il Gruppo Juventus Nova con cui mise in scena diverse opere, ispirandosi alle innovative proposte estetiche di Antongiulio Bragaglia, che sarà sempre una delle sue principali figure di riferimento.
A teatro conobbe la sua futura moglie, Egidia Coggiola, anch'ella attrice, che fu importante sostenitrice e collaboratrice nella sua carriera artistica sia sulla scena che nella sua carriera successiva.
Calvari abbandonò il professionismo teatrale e cominciò a lavorare come agente assicurativo per la SAI per mantenersi, ma senza mai perdere il contatto con il mondo della scena, tanto che negli anni quaranta cominciò anche la sua carriera di regista teatrale, presentando due riviste teatrali al teatro Coccia di Novara nel 1942 e nel 1943 che ottennero buon successo e varie altre opere come il Beffardo di Bernini o il Mattutino di Sabatino Lopez dove Calvari tornò a vestire i panni dell'attore.
Lavorò anche nel cinema con la Cines, per cui realizzò come regista o come sceneggiatore alcuni documentari e sceneggiati, il più rilevante dei quali fu Cascinale (1942) dove veniva mostrata una famiglia ideale contadina novarese asservita al regime fascista.
Continuò ad operare soprattutto come regista nel teatro fino alla metà degli anni cinquanta, quando cominciò la sua vita da pittore professionista.

### La carriera pittorica
Se al pubblico Calvari mostrava gli spettacoli teatrali e cinematografici, nel privato aveva già cominciato a dipingere almeno dagli anni trenta, in cui dipingeva spesso con l'amico Amerigo Biglia tele che non usciranno mai dalle mura della sua casa.
Sarà soltanto nel 1956, a 49 anni, che Calvari si convincerà, anche grazie al supporto degli amici, a esporre al pubblico le sue opere di pittura, partecipando nel 1956 al concorso Pittori in vacanza a Varese, dove con suo grande stupore si classificò al primo posto. L'anno successivo presentò la sua prima mostra personale alla galleria d'arte Colonna a Milano, spronato vivacemente dall'amico gallerista Alfio Coccia.
Calvari racconta così il suo travagliato e tardivo ingresso nel mondo della pittura: "Per diversi anni fui attore professionista, riuscendo a ricoprire ruoli importanti in buone compagnie. Dentro però mi ardeva il fuoco di un'arte più spontanea, più vera, più autonoma [...] Mi sembrò più congeniale dedicarmi soltanto alla pittura e lo feci con grande passione anche se mancavo di mestiere".
Pittore altamente prolifico, Calvari espose in diverse gallerie in Italia e talvolta all'estero, ma rimase sempre molto legato alla città di Novara, dove negli anni '60 aprì assieme alla moglie la galleria d'arte La Cruna, in funzione di operatore d'arte, per cui passarono pittori del calibro di Renato Guttuso, Giorgio De Chirico, Mario Sironi e Felice Casorati, stimolando così tutto l'ambiente artistico della città, specialmente la gioventù a cui Calvari si rivolgeva in modo particolare. Iniziò anche a collaborare con Alfio Coccia all'organizzazione della Biennale di arte sacra che si svolgevano al Broletto di Novara.
Morì improvvisamente in casa sua nell'inverno del 1972 a 65 anni a causa di un malore fulminante, all'apice della sua carriera artistica.

## Riconoscimenti personali
In vita vennero organizzate per lui 35 mostre personali, quasi tutte nel centro-nord Italia, la prima nel 1957 alla galleria Colonna di Milano e l'ultima alla galleria Tardy di Enschede, nei Paesi Bassi, nel 1972. Fu partecipe anche di 37 mostre collettive, tra cui la sua prima a Varese nel 1956.
In più di un'occasione le opere esibite nelle sue esposizioni personali sono state tutte acquistate e nel caso della mostra alla galleria Spinetti di Firenze del 1959, dove era esposta la serie Tempo di castagne, il suo Figura di donna è successivamente entrato a far parte della galleria d'arte moderna del capoluogo toscano.
L'ultima esposizione dedicata ad Italo Calvari fu una mostra antologica postuma organizzata dal comune di Novara nel 1982 in occasione della quale venne pubblicato anche un libro memoriale che raccoglie le descrizioni di numerosi critici e il contributo di vari autori personalmente vicini a Calvari. Quando era ancora in vita, invece, fu pubblicata una monografia a lui dedicata scritta da Raffaele De Grada.
Partecipò anche a diversi concorsi artistici nei quali conquistò 21 premi tra il 1956 e il 1967.
Il comune di Novara, dopo la sua morte ha voluto omaggiare la sua memoria e il suo legame con la città intitolandogli una via appena fuori dal centro storico.

## Stile pittorico
Calvari rappresenta un esempio piuttosto raro di artista che giunge al pubblico già nella piena maturità espressiva, senza aver dato modo alcuno al mondo esterno di apprezzarne un'evoluzione stilistica. La critica specialistica però, attendendo alle mostre di Calvari, ha individuato diverse influenze stilistiche da cui il pittore novarese ha saputo trarre spunto per sviluppare il proprio linguaggio artistico.
Sono visibili nella scelta dei soggetti paesaggistici e nella distesa, malinconica e statica freddezza che spesso li caratterizza delle ascendenze facilmente riconducibili all'espressionismo nordeuropeo e in particolare al suo esponente più riconosciuto Edvard Munch, come si nota soprattutto nella sua Veduta sul Ticino del 1957, la sua opera che ha maggiormente colpito i recensori all'epoca e che incarna più di tutte le caratteristiche appena citate. Nelle nature morte o nelle composizioni di oggetti, ma in generale nell'ideale della rappresentazione dello spazio, più concettuale e geometrico che reale, è possibile notare l'insegnamento di Paul Cezanne. Queste influenze post-impressioniste si traducono in un tratto di pennello molto corposo che appare debitore dell'espressionismo francese di Henri Matisse, senza però portare con sé la tipica aggressività che stravolge le forme naturali come avveniva nei Fauves. Fra le correnti a lui contemporanee, Calvari fu sensibile ai lavori degli artisti informali a cui però non si accosterà in modo netto, preferendo, come hanno notato molti esperti, un sottile equilibrio tra rappresentazione reale (i suoi soggetti, anche grazie a titoli semplici e diretti, sono sempre riconoscibili come entità appartenenti al mondo fisico) e quella astratta o informale. In un'intervista ricca di spunti con Giulio Beldoni del 1963, alla domanda sul suo modo di trattare le forme, rispose così: "Parto dalla realtà per giungere all'irreale, anche se la pittura è sempre irreale e non può essere diversa. La forma talvolta assume disordine interiore, ma è sempre presente poiché ritengo che la forma in pittura non è un'illusione". Aggiunse poi che lui utilizzava l'astrazione al fine di costruire un mondo che fosse pittorico, in cui però il caos non trovava spazio, anzi questa costruzione era un attento lavoro di concretizzazione dello sfuggevole mondo dei sogni a cui lui forniva una forma chiara e precisa di manifestarsi. Nonostante la sua ricerca artistica possa sembrare diretta alla fuga dall'oggetto reale, lui stesso ha affermato che senza l'oggetto non saprebbe dipingere.
Particolarmente importante nell'impatto visivo dei dipinti calvariani è il colore che dalla pennellata spessa materica si pone come l'elemento espressivo principale. Otello Soiatti Crivis, scrivendo sul Tempo Sensibile nel 1972 esalta la capacità di Calvari di rendere sempre armoniosi i contrasti cromatici anche quando usa gli stessi colori in modi diversi, mantenendoli ugualmente efficaci ed equilibrati, portando il recensore a definire questo uso dei colori "La gioia di vivere la vita con spontanea fiducia".
La rappresentazione visiva delle forme e dei soggetti è stata definita sintetica e semplificata, ma allo stesso tempo incisiva. A livello tematico non c'è spazio per molteplici significati nascosti o discussioni filosofiche, la contemplazione del soggetto appare come l'unico intento proposto dall'artista. Raffaele De Grada, il critico d'arte maggiormente legato a Calvari, definì il suo lavoro come una ricerca del paesaggio-stato d'animo che non mirava ad altro se non all'espressione visiva che porta alla meditazione interiore. L'onnipresenza dell'elemento naturale come soggetto delle sue opere, presentato però in una veste idealizzata secondo la sua vena creativa, hanno portato diversi critici, come Mario Portalupi, a definirlo un "antinaturalista". La critica è pressoché unanime a definire Calvari un pittore in grado di accostare una sensibilità poetica verso l'emozione pura a una sua gestione lucida e razionale, imprimendo la propria personalità pacata e discreta nelle sue creazioni. Chi lo ha recensito ha spesso notato la spontaneità dei suoi lavori, resa possibile dal suo percorso artistico, in cui era sempre stato pittore per passione e non per professione, tanto dall'esitare per lunghi anni a mostrarsi al pubblico, sfuggendo però così dal rischio di risultare sgradevolmente forzato nelle sue proposte concettuali. Perennemente insoddisfatto dalle sue opere, il rapporto unicamente personale che aveva con esse è comprovato dal fatto che in moltissimi casi i suoi lavori giovanili, a tutti completamente sconosciuti meno che a lui, siano stati distrutti da Calvari stesso appena dopo essere stati ultimati.
Le sue ultime serie, Mondo sommerso e Mondo arboreo, considerabili come un unico ciclo di lavori realizzati dal 1970 al 1972, rappresentano la sua più audace escursione nell'astrattismo informale, nonché il suo testamento artistico. Sfruttando le sue visioni interiori realizza visuali di mondi naturali immaginari profondi e inaccessibili in cui la luce rifratta riporta ad una dimensione onirica e meditativa. Il secondo elemento caratterizzante di queste opere è lo scorrere del tempo. Calvari infatti ha concepito queste serie ispirato dai segni visibili del tempo che osservava sui muri e sugli oggetti di casa, qui resi in pittura dal vorticoso movimento delle alghe e degli arbusti proponendo allo spettatore una dimensione più lenta e distesa, elemento collante della sua intera produzione artistica, qui espressa nella sua forma più matura e consapevole.